# 피노키오 (밴드)
피노키오는 대한민국의 록밴드이다. 1992년 1집 앨범 [다시 만난 너에게]로 데뷔했다.

## 공연
- 래드캐럿 뮤직 페스티벌 2016 (2016)

## 수상 목록
- 2025년 제34회 서울가요대상 발라드상 (황가람)